# Batavia (Surinam)
Batavia es una localidad en el distrito de Saramacca, en el norte de Surinam. Junto con Groningen y Boskamp, es una de las tres localidades más grandes del distrito.